# Avilly-Saint-Léonard
Avilly-Saint-Léonard é uma comuna francesa na região administrativa de Altos da França, no departamento de Oise. Estende-se por uma área de 11,96 km². Em 2010 a comuna tinha 928 habitantes (densidade: 77,6 hab./km²).